# Peter Goldschmidt

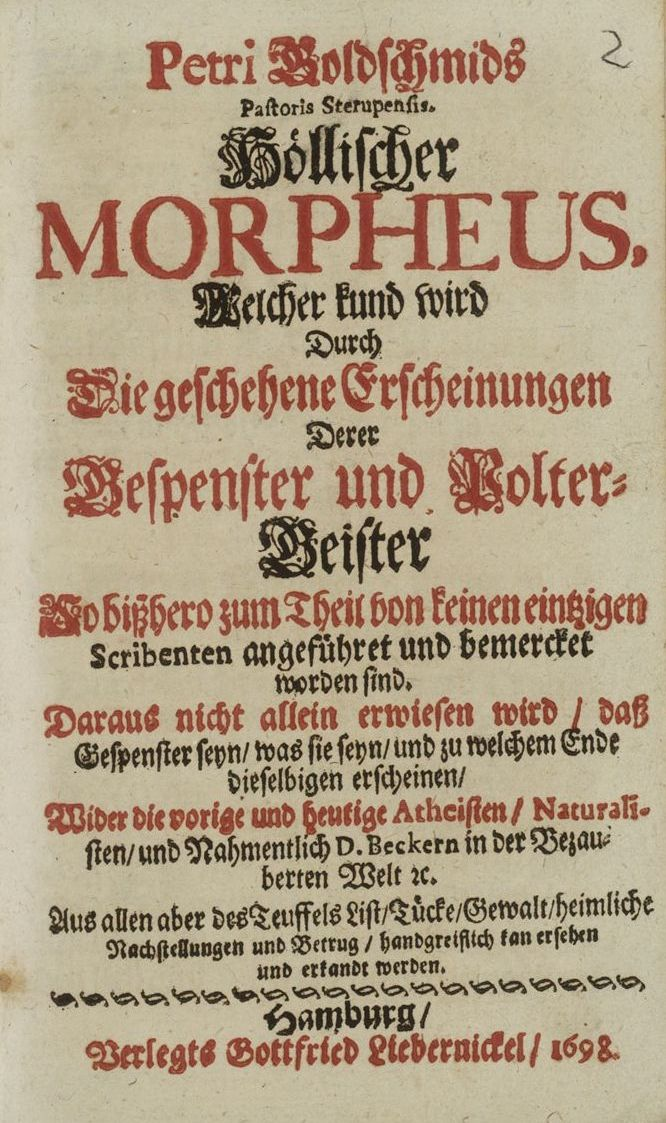
Titelblatt des „Höllischen Morpheus“ (1698)

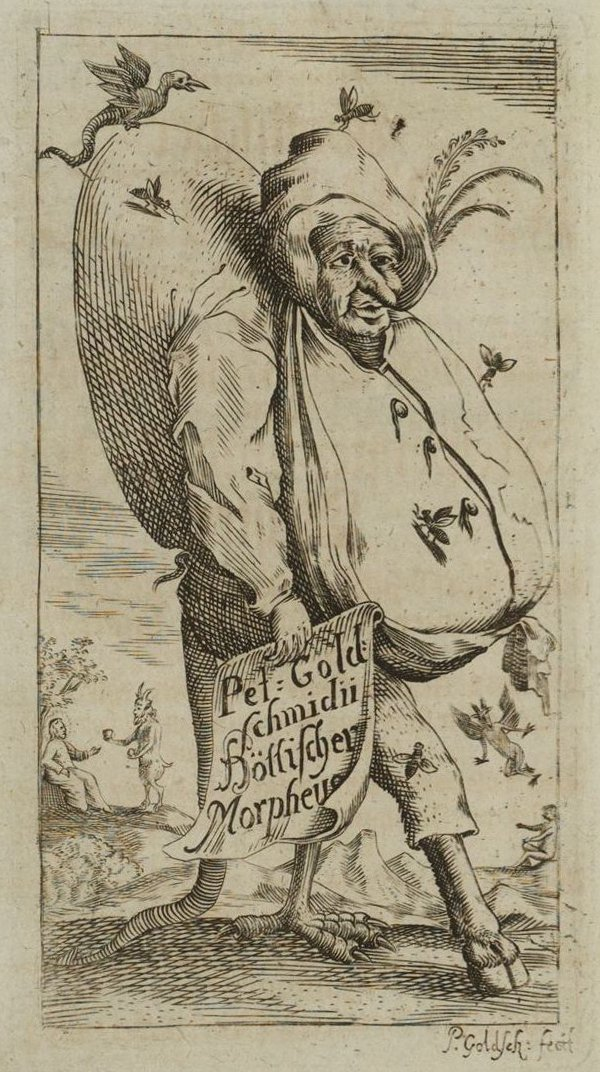
Frontispiz des „Höllischen Morpheus“

Peter Goldschmidt (* 4. April 1662 in Husum; † 1713 bei Hamburg) war ein deutscher protestantischer Theologe und als Autor ein entschiedener Verteidiger des Hexenglaubens.

## Leben
Goldschmidt war der Sohn des Goldschmieds Matthias Petersen, der starb, als Goldschmidt 14 Jahre alt war. Der Knabe wurde von dem Archidiakon Simon Rechelius aufgenommen, der ihm vermutlich den Besuch der Husumer Gelehrtenschule und das anschließende Studium der Theologie in Kiel ermöglichte, das Goldschmidt 1680 oder 1681 aufnahm. 
1690 fand er eine Stelle als Konrektor in Hadersleben, danach war er ab 1691 Pastor im damals dänischen Sterup.
Während der Zeit in Sterup verfasste Goldschmidt zwei gegen Balthasar Bekker gerichtete Streitschriften.
Darin trat er Bekkers Ansicht, dass der Teufel keine direkte Wirkungen in der materiellen Welt verursachen könne, mit scharfer Polemik entgegen und versuchte, die Existenz von Geistern, Gespenstern und Phänomenen wie dem Zweiten Gesicht zu beweisen, die er auf das Wirken des Teufels zurückführte. „Höllischer Morpheus“, der Titel des ersten Pamphlets verweist dabei auf „Der Höllische Proteus, oder Tausendkünstige Versteller“, ein damals stark rezipiertes Werk des Nürnberger Universalgelehrten Erasmus Francisci. Das zweite Pamphlet richtete sich speziell gegen Christian Thomasius, einen Verteidiger Bekkers, und dessen 1701 erschienene Schrift „De Crimine Magiae“.
Nach dem Pastorenamt in Sterup war Goldschmidt ab 1707 Domprediger in Güstrow und ab 1709 Superintendent in Parchim.
Eine Promotion in Frankfurt an der Oder kam nicht zustande, da Goldschmidt 1711 wegen Unregelmäßigkeiten in seiner Amtsführung angeklagt und in Folge suspendiert wurde. Die durch Beschlagnahme des Vermögens verarmte Familie fand in der Nähe von Hamburg Aufnahme, wo Goldschmidt eine Schankwirtschaft betrieb und um Ostern 1713 verstarb.

## Werke
- Petri Goldschmids Pastoris Sterupensis Höllischer Morpheus, Welcher kund wird Durch Die geschehene Erscheinungen Derer Gespenster und Polter-Geister So bißhero zum Theil von keinen eintzigen Scribenten angeführet und bemercket worden sind … Liebernickel, Hamburg 1698, Digitalisat. 2. Aufl. 1704 Google.
- Petri Goldschmidts … Verworffener Hexen- und Zauberer-Advocat, das ist, Wolgegründete Vernichtung des thörichten Vorhabens Hn. Christiani Thomasii … und aller derer welche durch ihre Super-Kluge Phantasie-Grillen dem teufflischen Hexen-Geschmeiss das Worte reden wollen … Liebernickel, Hamburg 1705